# Яворський Геннадій Іванович
Генн́адій Ів́анович Яв́орський (нар. 10 серпня 1952, с. Стінка) — український управлінець, краєзнавець, громадський і культурно-освітній діяч. Голова редакційної колегії Тернопільського енциклопедичного словника. Заслужений працівник культури України (2006). Депутат Тернопільської обласної ради (1990, 2002, 2006).

## Нагороди
- Почесна грамота ВР України (2003),
- іменна відзнака ВР України (2004),
- грамоти Міністерства культури України та інші нагороди й відзнаки.

## Життєпис
Яворський Геннадій Іванович народився 10 серпня 1952 року в селі Стінці Бучацького району, Тернопільської області, нині Україна.
Закінчив Львівський державний університет імені Івана Франка (1971).

### Робота
Працював інспектором, інструктором організаційного відділу, керівник підрозділу апарату Тернопільського облвиконкому, в молодіжних організаціях (1975—1979), відповідальний секретар Тернопільської обласної організації товариства «Знання» (1979—1980), на громадській роботі (1980—1991), заступник начальника управління культури Тернопільського облвиконкому, генеральний директор Тернопільського обласного об'єднання «Кінодністер» (1991—1998), керівник секретаріату Тернопільської обласної ради (1998—2006). Від грудня 2006 — директор Тернопільського регіонального центру перепідготовки та підвищення кваліфікації працівників органів державної влади і місцевого самоврядування.
Від квітня 2017 року — кореспондент газети «Сільський господар плюс».

### Громадсько-політична діяльність
Належав до депутатської групи національно-патріотичного спрямування «Народна рада» (1990—1994) в обласній раді, учасник Галицької асамблеї депутатів обласних рад Західної України, представляв Тернопільщину в складі установчої комісії Галицької асамблеї, яку очолював В'ячеслав Чорновіл.
Голова постійної комісії, член президії обласної ради. Співорганізатор 1-ї в Україні міжнародної конференції «Національна ідея — основа державотворення». Керівник депутатської фракції в обласній раді «За розвиток і майбутнє Тернопільщини». 2003 р. очолював громадсько-патріотичний рух «Громадська ініціатива» відомих людей Тернопільщини за її збереження як області.
Ініціатор створення і голова комісії з впровадження власної символіки — Герба і Прапора області. Засновний і 1-й голова (2001—2006) редакційної ради інформаційно-методичного вісника «Рада», належав до редколегії наукового збірника «Археологія Тернопільщини».
Співголова міжнародних Нобелівських читань у м. Тернополі. Активно сприяв втіленню низки значних соціальних і економічних проєктів розвитку області, зокрема, газифікації в Бучацькому районі.
Почесний громадянин сіл Бариша і Стінки Бучацького району. Співголова (2003—2006) обласної книговидавничої ради, за сприяння якої реалізовано близько 200 видавничих проєктів місцевих авторів.
Ініціатор перекладу та видання українською мовою збірки творів лауреата Нобелівської премії Шмуеля Йосефа Аґнона «Бучач — моє родинне місто» (2002); співупорядник виданого у м. Тернополі збірника українських пісень (2006, 2007).
Член редакційної колегії 3-томного енциклопедичного видання «Тернопільщина. Історія міст і сіл».